# Harmadik Löfven-kormány
Stefan Löfven harmadik kormánya (svédül: regeringen Löfven III) 2021. július 9. óta hatalmon lévő kormány Svédországban. A koalíciót a Szociáldemokrata Párt és a Zöld Párt hozta létre a 2018-as parlamenti választásokra. 
A kormány a 2021-es kormányválság utóhatásainak eredménye. A baloldal együtt a szélsőjobboldallal egy lakbér-ellenőrzési rendszer liberalizálására irányuló javasolt reformok miatt buktatta meg a június 9-i bizalmatlansági szavazáson Löfvent, így kormánya levált a hatalomról a bizalmatlansági indítvány elvesztése után és második kormányát ügyvezetőként folytatta. 
A kabinetet 2021. július 9-én helyezték üzembe, XVI. Károly Gusztáv svéd királlyal tartott hivatalos kormányülésen. A szavazásnak köszönhetően Löfven végül mégis visszatérhetett a miniszterelnöki székbe, a szocdemek mellett a zöldek szavaztak mellette. Ha nem mondott volna le, 2022 szeptemberéig tartott volna a mandátuma.
A szociáldemokraták tisztújító kongresszusát november 3. és 7. között tartják, ekkor választják meg a párt új elnökét, aki felváltja majd Lövfent a miniszterelnöki tisztségben, ha a parlament is megszavazza. Az új kormány megalakulásáig Lövfen továbbra is ügyvivő miniszterelnökként vezeti a kabinetet.